# Америка (роман)
«Аме́рика» (нем. Amerika), или «Пропа́вший бе́з вести» (нем. Der Verschollene) — первый (неоконченный) роман Франца Кафки, над которым он работал в 1911—1914 гг. Повествует о молодом человеке, который прибывает из Европы в Америку. Как и многие другие сочинения Кафки, опубликован посмертно его другом Максом Бродом.

## Сюжет
Молодой эмигрант из Европы Карл Россман, высланный родителями в Америку (из-за соблазнившей его и забеременевшей от него служанки), прибывает на пароходе в порт Нью-Йорка. Он заводит знакомство с кочегаром, который недоволен условиями работы на корабле. Карл вместе с кочегаром идёт к капитану судна и там неожиданно встречает сенатора Якоба, своего дядю, о котором почти ничего не знал.
Сенатор Якоб оставляет Карла жить у себя, но после того, как Россман уезжает в гости за город без разрешения дяди, тот разрывает отношения с ним, и Карл оказывается на улице почти без денег. В гостинице он встречает двух безработных — Робинсона и Деламарша. Они приглашают его идти с ними на поиски работы. Сначала Карл соглашается, но потом ссорится с ними и получает работу лифтёра в гостинице «Оксиденталь». Некоторое время Карл работает там, но лишается места после того, как в гостиницу приходит пьяный Робинсон с просьбой дать ему денег.
Карл попадает к Деламаршу, который теперь находится на положении альфонса у богатой дамы Брунельды. Та хочет, чтобы Карл стал её слугой. Тот отказывается и хочет уйти, но Деламарш силой заставляет Карла остаться. Тогда Карл решает остаться на время и потом сбежать.
Через какое-то время, когда Карл уже не служит Брунельде (часть, описывающая его пребывание у Брунельды и то, как он сумел оттуда выбраться, не дописана), ему попадается на глаза объявление о приёме работников в Большой Театр Оклахомы. Карла принимают на должность «технического работника». Всех принятых работников сажают на поезд, который отправляется в сторону Оклахомы. На этом рукопись обрывается.

## История создания
Кафка приступил к работе над романом после знакомства с путевыми заметками Артура Холичера «Amerika heute und morgen», изданными в 1912 году, и почерпнул оттуда многие важные мотивы.
Первая глава была написана отдельно как рассказ «Кочегар» и появилась в 1913 году. После этого Кафка работал над произведением как над романом с рабочим названием «Пропавший без вести». Кафка описывал США, хотя никогда там не был.
В 1914 году Кафка неожиданно бросил работу над романом. В результате рукопись обрывается практически на полуслове. Также неоконченными остались главы, рассказывающие о службе Карла у Брунельды (сохранилось только два отрывка из этих глав).
Название «Америка» было придумано Максом Бродом для первого издания романа, которое было выпущено в 1927 году издательством Курта Вольфа.

## Экранизации
- «Классовые отношения» (ФРГ, 1983, реж. Жан-Мари Штрауб и Даниэль Юйе)
- «Америка» (Чехия, 1994, реж. Владимир Михалек)